# لاجوس ناغي
لاجوس ناغي (بالمجرية: Nagy Lajos)‏ (17 ديسمبر 1975 بسيكشفهيرفار في المجر - ) هو لاعب كرة قدم مجري في مركز الوسط. لعب مع زالايغيرزيغي تورنا إغيليت ونادي مول فيدي وCeglédi VSE ‏ ونادي سيوفوك ‏ وGázszer FC ‏.

## وصلات خارجية
- لاجوس ناغي على موقع اتحاد المجر (الهنغارية)

1. ↑   https://www.magyarfutball.hu/hu/szemelyek/adatlap/13575/nagy_lajos. {{استشهاد ويب}}: |url= بحاجة لعنوان (مساعدة) والوسيط |title= غير موجود أو فارغ (من ويكي بيانات) (مساعدة)